# Деніс Міхай
Деніс Флорін Міхай (рум. Denis Florin Mihai; нар. 2 січня 2003, Бакеу, повіт Бакеу) — румунський борець греко-римського стилю, бронзовий призер чемпіонату світу, дворазовий бронзовий призер чемпіонатів Європи.

## Життєпис
Багаторазовий призер чемпіонатів світу та Європи в молодших вікових групах. У тому числі був чемпіоном Європи серед юніорів.

## Спортивні результати на міжнародних змаганнях

### Виступи на Чемпіонатах світу
| Змагання                        | Збірна  | Вагова категорія                 | Місце  |
| ------------------------------- | ------- | -------------------------------- | ------ |
| Чемпіонат світу з боротьби 2023 | Румунія | греко-римська боротьба, до 55 кг | 8      |
| Чемпіонат світу з боротьби 2024 | Румунія | греко-римська боротьба, до 55 кг | Бронза |

### Виступи на Чемпіонатах Європи
| Змагання                         | Збірна  | Вагова категорія                 | Місце  |
| -------------------------------- | ------- | -------------------------------- | ------ |
| Чемпіонат Європи з боротьби 2022 | Румунія | греко-римська боротьба, до 55 кг | 5      |
| Чемпіонат Європи з боротьби 2023 | Румунія | греко-римська боротьба, до 55 кг | Бронза |
| Чемпіонат Європи з боротьби 2024 | Румунія | греко-римська боротьба, до 55 кг | Бронза |

### Виступи на інших змаганнях
| Змагання                                    | Збірна  | Вагова категорія                 | Місце  |
| ------------------------------------------- | ------- | -------------------------------- | ------ |
| Відкритий чемпіонат Загреба з боротьби 2022 | Румунія | греко-римська боротьба, до 55 кг | Золото |
| Турнір Дана Колова — Николи Петрова 2022    | Румунія | греко-римська боротьба, до 55 кг | Срібло |
| Відкритий чемпіонат Загреба з боротьби 2023 | Румунія | греко-римська боротьба, до 55 кг | 4      |
| Турнір Ібрагіма Мустафи 2023                | Румунія | греко-римська боротьба, до 55 кг | Бронза |
| Меморіал Імре Поляка та Яноша Варги 2023    | Румунія | греко-римська боротьба, до 55 кг | Бронза |
| Відкритий чемпіонат Загреба з боротьби 2024 | Румунія | греко-римська боротьба, до 60 кг | 10     |
| Відкритий чемпіонат Загреба з боротьби 2025 | Румунія | греко-римська боротьба, до 60 кг | 11     |
| Турнір Мухамета Мало 2025                   | Румунія | греко-римська боротьба, до 60 кг | 16     |

### Виступи на змаганнях молодших вікових груп
| Змагання                                                          | Збірна  | Вагова категорія                 | Місце  |
| ----------------------------------------------------------------- | ------- | -------------------------------- | ------ |
| Балканський чемпіонат з боротьби серед школярів 2016              | Румунія | греко-римська боротьба, до 35 кг | Срібло |
| Чемпіонат Європи з боротьби серед кадетів 2018                    | Румунія | греко-римська боротьба, до 45 кг | 8      |
| Чемпіонат Європи з боротьби серед кадетів 2018                    | Румунія | греко-римська боротьба, до 48 кг | Бронза |
| Чемпіонат Європи з боротьби серед кадетів 2019                    | Румунія | греко-римська боротьба, до 51 кг | 15     |
| Європейський молодіжний олімпійський фестиваль серед кадетів 2019 | Румунія | греко-римська боротьба, до 51 кг | 5      |
| Чемпіонат світу з боротьби серед кадетів 2019                     | Румунія | греко-римська боротьба, до 51 кг | 5      |
| Чемпіонат Європи з боротьби серед юніорів 2021                    | Румунія | греко-римська боротьба, до 55 кг | Бронза |
| Чемпіонат світу з боротьби серед юніорів 2021                     | Румунія | греко-римська боротьба, до 55 кг | 9      |
| Чемпіонат Європи з боротьби серед молоді 2021                     | Румунія | греко-римська боротьба, до 55 кг | 5      |
| Чемпіонат світу з боротьби серед молоді 2021                      | Румунія | греко-римська боротьба, до 55 кг | 10     |
| Чемпіонат Європи з боротьби серед молоді 2022                     | Румунія | греко-римська боротьба, до 55 кг | Бронза |
| Чемпіонат Європи з боротьби серед молоді 2022                     | Румунія | греко-римська боротьба, до 55 кг | Срібло |
| Чемпіонат світу з боротьби серед молоді 2022                      | Румунія | греко-римська боротьба, до 55 кг | Срібло |
| Чемпіонат світу з боротьби серед молоді 2022                      | Румунія | греко-римська боротьба, до 55 кг | 5      |
| Чемпіонат Європи з боротьби серед молоді 2023                     | Румунія | греко-римська боротьба, до 55 кг | Золото |
| Чемпіонат світу з боротьби серед молоді 2023                      | Румунія | греко-римська боротьба, до 55 кг | 10     |
| Чемпіонат світу з боротьби серед молоді 2023                      | Румунія | греко-римська боротьба, до 55 кг | 5      |
| Чемпіонат Європи з боротьби серед молоді 2024                     | Румунія | греко-римська боротьба, до 55 кг | 7      |
| Чемпіонат світу з боротьби серед молоді 2024                      | Румунія | греко-римська боротьба, до 60 кг | 5      |
| Чемпіонат Європи з боротьби серед молоді 2025                     | Румунія | греко-римська боротьба, до 60 кг | 12     |